# Semih Erden
Semih Erden (Istambul,28 de julho de 1986) é um basquetebolista profissional turco. Atualmente joga no Darüşşafaka SK da Turkish Basketball League.